# Mladen Vojičić
Mladen Vojičić, poznatiji po svom nadimku Tifa, (Sarajevo  17. listopada 1960.) bosanskohercegovački je rock pjevač. Postao je poznat diljem Jugoslavije po svom kratkotrajnom boravku na mjestu pjevača Bijelog dugmeta polovinom 1980-ih.
Osim što je bio u Bijelom dugmetu, pjevao je u brojnim sastavima s različitim stupnjevima uspješnosti (Teška industrija, Vatreni poljubac i Divlje jagode). Danas, Tifa vodi uspješnu solo karijeru. Živi u Sarajevu, dok radeći provodi vrijeme u Beogradu.

## Rane godine
Rođen u braku Srbina i Hrvatice. Temeljem toga je aplicirao za hrvatsko državljanstvo. Dobio je nadimak „Tifa“ prije nego što je napunio četiri godine, jer je volio vlakove i često je vikao „Ide lokomotifa“, pošto je imao problema s izgovorom glasa „V“.
Vrlo rano počeo je pjevati. Do svoje pete godine, znao je cio repertoar Indeksa. U osnovnoj školi je postao obožavatelj britanskog sastava Svit.[Je li Sweet?] Završio je gimnaziju. Pokušao je studirati na nekoliko fakulteta Sarajevskog sveučilišta (strojarski, arhitektonski, geodetski), ali je na kraju napustio sve, prije nego što se odlučio posveti glazbi.

## Glazbena karijera

### Rani period
U svom prvom sastavu Tifa je svirao bas-gitaru, a počeo je pjevati kada se pjevač sastava jednog dana nije pojavio na probi. Nakon nekog vremena sastav se razilazi, pošto su svi osim Tife izgubili interes za glazbu. Posljednji sastav u kom je bio, prije odlaska u vojsku, zvao Paradoks. Tijekom odsluženja vojnog roka, održavao je vezu sa Zlatanom Čehićem, basistom Paradoksa. Također su počeli razmjenjivati pakete s audio kazetama na kojima su bile skladbe koje je skladao Čehić, a Tifa je pisao tekstove. Nakon povratka iz vojske, saznao je da se Paradoks raspao i da se Zlatan pridružio sastavu Top, pa je uzeo nazad tekstove i potražio novi sastav, da bi na kraju ipak završio u Topu. Sastav je rasformiran u siječnju 1983.
U međuvremenu su se Sarajevom pronijele priče o Tifinom sjajnom glasu, pa je dobio ponude da se pridruži drugim sastavima. Ovo je dovelo do angažmana u nekoliko sastava, od kojih nijedan nije dovoljno potrajao da postigne nekakvu popularnost. Tifa je kratko bio član ponovo osnovanog sastava Teška industrija, koja je iskoristila njegove tekstove da 1984. snimi povratnički album „Ponovo sa vama“.

### Bijelo dugme
Dok je pokušavao stupiti u kontakt s Milićem Vukašinovićem radi mogućeg pristupanja njegovom sastavu, 1984. godine, Goran Bregović ga poziva da se pridruži Bijelom dugmetu, kao zamjena za tek otišlog Željka Bebeka.
Star samo 24 godine, Tifa nije bio dobro pripremljen za trenutnu slavu prema kojoj je krenuo. Nakon što su nekako završili album Bijelo dugme, sastav je krenuo na ono što će se ispostaviti kao izuzetno problematična turneja. Posljednji nastup s Bijelim dugmetom Tifa je imao 2. kolovoza 1985. u Moskvi. U studenom 1985. Tifa je napustio sastav.

### Period poslije Dugmeta
Na glazbenoj sceni, njegova prvi korak u solo karijeri bio je duet sa Željkom Bebekom za Bebekov novi projekt „Armija B“. Dvojica bivših članove Bijelog dugmeta su čak zajedno krenula na turneju, ali se još jednom pokazalo da Tifa neće dobro raditi pošto je odustao na pola turneje, obrazloživši da ona i ionako nije bila uspješna.
U jesen 1986., Tifa se konačno pridružio Miliću Vukašinoviću u Vatrenom poljupcu i s njima je snimio album 100% Rock and Roll .
Tifa je zatim pjevao u Divljim jagodama, kao zamjena Alenu Islamoviću.
Nakon što je snimio jedan album s njima, napustio je Divlje jagode 1988. i snimio nov materijal pod imenom Tifa & Vlado s klavijaturistom Vladom Podanyjem (koji je ranije također svirao u Divljim jagodama i u „Armiji B“), međutim nijedna izdavačka kuća nije pokazala interes za izdavanjem albuma.
1989. uspješno je objavio svoj prvi solo album „No1“ koji je snimio s Tifa bendom, tek osnovanim sastavom kojeg su činili glazbenici iz sastava s kojima je ranije nastupao: Aleksandar Šimraga (Top), Vlado Podany (Divlje jagode), Mustafa Čizmić (Bolero) i Veso Grumić (Top), uz pomoć Đorđa Ilijana, koji je svirao klavijature tijekom snimanja u studiju. Tifa je napisao većinu pesama. Otprilike u isto vrijeme, Tifa je pokušao pregovarati o prelasku u Atomsko sklonište, koji je tražio zamjenu za Serđa Blažića Đosera, ali se ovo nikad nije ostvarilo.
Početkom 1990., Tifa je nastupao na koncertima s novom postavom Tifa benda, sa Zlatanom Čehićem (suradnikom iz vremena Paradoksa) kao jednim od članova. Tifa je zajedno sa Zlatanom u jesen 1990. osnovao Tifa band" s kojim snima album Samo ljubav postoji.
Ostao je u svom rodnom mjestu tijekom većeg dijela opsade Sarajeva. U tom ratnom periodu Tifa se vjenčao s Ljiljanom Matić, djevojkom s kojom je bio u vezi još od 1981. Tifa je 1995. napustio Sarajevo i otišao u Njemačku. Tamo se još jednom udružio s Divljim jagodama, a zatim je osnovao svoj sastav. Kratko nakon toga se vratio u Sarajevo i nastavio sa solo karijerom.
Tijekom 1995. godine radi na svom narednom albumu Dani bez tebe, na kojem je surađivao sa Seadom Lipovačom, a tekstove iz Londona je slao Zlatan Arslanagić.
2000. godine s pjesmom " Evo ima godina" pobijedio je na festivalu Sunčane skale u duetu s Gordanom Ivandić (sestrom Ipeta Ivandića) i grupom Makadam.
2001. pjeva pjesmu "Zar Je Ljubav Spala Na to" s grupom Magazin.
Lipnja 2005. je sudjelovao na ponovnom okupljanju Bijelog dugmeta za tri velika oproštajna koncerta. 2013. godine izdaje svoj sedmi solo album pod imenom Spreman sam na sve.

## Privatni život
Tijekom rata u Sarajevu, Tifa se vjenčao sa svojom dugogodišnjom djevojkom Ljiljanom Matić.
Zajedno imaju jednu kći, Saru, koja je naslijedila očev dar za glazbu i emotivnost. Odlučila se za glazbu i to rock. U svom bendu Dolia je vokalistica i violinistica.